# Matthias Diependaele
Matthias Diependaele (Sint-Niklaas, 7 augustus 1979) is een Belgisch Vlaams-nationalistisch politicus voor N-VA, die sinds 30 september 2024 minister-president van Vlaanderen is.

## Levensloop
Matthias Diependaele was al als tiener, in het spoor van zijn vader en grootvader, actief in de Vlaamse Beweging, onder meer in de Vlaamse Volksbeweging. Diependaele liep school aan het Don Boscocollege Zwijnaarde en studeerde rechten aan de Katholieke Universiteit Leuven, waar hij in 2006 afstudeerde met een specialisatie in internationaal en Europees Recht.
Vervolgens ging hij van 2006 tot 2009 aan de slag als politiek medewerker van Frieda Brepoels, Europarlementslid voor N-VA, tot hij bij de Vlaamse verkiezingen van 7 juni 2009 zelf verkiesbaar werd voor het mandaat van Vlaams Parlementslid. Hij werd verkozen in de kieskring Oost-Vlaanderen. In het Vlaams Parlement was Diependaele van 2009 tot 2013 ondervoorzitter van de commissie Economie, Innovatie, Wetenschapsbeleid, Sociale Economie en Werk, van 2009 tot 2011 lid van de commissie Buitenlands Beleid, Europese Aangelegenheden en Internationale Samenwerking en hij werd plaatsvervangend lid van de commissie Algemeen Beleid, Financiën en Begroting. Begin 2013 werd hij aangesteld als fractieleider voor zijn partij in opvolging van Kris Van Dijck.
Bij de lokale verkiezingen in oktober 2012 werd Diependaele als lijsttrekker van N-VA-ZAP verkozen als gemeenteraadslid in Zottegem. Zijn partij won nipt de verkiezingen (0,6 procent meer dan CD&V), maar werd uit de bestuurscoalitie gehouden. Diependaele zelf behaalde 2.019 voorkeurstemmen, waarmee hij de derde populairste politicus van de stad was na Jenne De Potter (2.765 voorkeurstemmen, CD&V) en Kurt De Loor (2.570 voorkeurstemmen, sp.a). Na de gemeenteraadsverkiezingen van 2018, waarbij N-VA de grootste werd en Diependaele met 2.870 voorkeurstemmen de op een na hoogste persoonlijke score behaalde, werd er een bestuursakkoord gesloten tussen N-VA en CD&V. Diependaele werd begin 2019 schepen van de gemeente, bevoegd voor Mobiliteit, Openbare Werken, Ruimtelijke Ordening en Dierenwelzijn.
Ook na de volgende Vlaamse verkiezingen van 25 mei 2014 bleef hij Vlaams Parlementslid. Eind juni 2014 werd hij opnieuw aangeduid als N-VA-fractievoorzitter. In deze legislatuur werd Diependaele vast lid in de commissies voor Algemeen Beleid, Financiën en Begroting en Economie, Innovatie, Wetenschapsbeleid, Werk en Sociale Economie. Ook werd hij plaatsvervangend lid in de commissies voor Brussel en Vlaamse Rand en Landbouw, Visserij en Plattelandsbeleid.
Bij de verkiezingen van 26 mei 2019 werd hij opnieuw herkozen in het Vlaams Parlement. Hij bleef Vlaams Parlementslid en fractieleider tot oktober 2019. Op 2 oktober 2019 werd hij in de regering-Jambon aangesteld als Vlaams minister van Begroting, Financiën, Wonen en Onroerend Erfgoed. Hierdoor nam Diependaele ontslag als schepen van Zottegem. Als fractieleider werd hij door Wilfried Vandaele opgevolgd.
Begin 2022 legde hij de eed af als burgemeester van Zottegem, maar vanwege zijn ministerschap werd Evelien De Both meteen waarnemend burgemeester in zijn plaats.
Na de Vlaamse verkiezingen die op 9 juni 2024, samen met de Europese en federale verkiezingen, plaatsvonden en waarbij Diependaele als N-VA-lijsttrekker in Oost-Vlaanderen opnieuw werd verkozen in het Vlaams Parlement, werd hij op 19 juni 2024 aangesteld als formateur voor de vorming van een Vlaamse regering. Nadat hij de Vlaamse regeringsonderhandelingen tot een goed einde had gebracht, werd Diependaele op 30 september 2024 naast Vlaams minister-president eveneens minister van Economie en Industrie, Buitenlandse Zaken, Digitalisering en Facilitair Management in de Vlaamse regering-Diependaele.
Bij de lokale verkiezingen van oktober 2024 verloor N-VA haar positie als grootste partij in Zottegem aan Vooruit en behaalde Diependaele een persoonlijke score van 1.966 voorkeurstemmen, ondanks een verlies van bijna 1.000 voorkeurstemmen ten opzichte van 2018 nog steeds de tweede sterkste populariteitsscore. Niettemin werd Vooruit buitenspel gezet en vormde N-VA een bestuur met CD&V en Positief, de lokale afdeling van Open Vld. In het nieuwe bestuur, dat in januari 2025 werd geïnstalleerd, besloot Diependaele geen titelvoerend burgemeester te worden. Voormalig waarnemend burgemeester Evelien De Both werd daardoor volwaardig burgemeester. Hij legde in januari 2025 wel nog de eed af als gemeenteraadslid, maar diende meteen zijn ontslag in omdat het naar eigen zeggen niet te combineren viel met zijn andere politieke werkzaamheden.
Matthias Diependaele woonde eerder in de Zottegemse deelgemeente Sint-Goriks-Oudenhove en nadien in Strijpen. Hij is de kleinzoon van Renaat Diependaele, voormalig oorlogsburgemeester voor het VNV van Erwetegem en senator voor de Volksunie van 1971 tot 1974, waarna hij opkwam voor Vlaams Blok maar niet meer werd verkozen.